# میکالا مولر
میکالا مولر (دانمارکی: Michala Møller؛ زادهٔ ۱۶ فوریهٔ ۲۰۰۰) بازیکن هندبال اهل دانمارک است.